# Злостављање (ТВ филм)
„Злостављање” је југословенски ТВ филм из 1970. године. Режирао га је Јоаким Марушић  а сценарио је  написао Крешо Новосел по истоименој приповетки Иве Андрића.

## Улоге
| Глумац             | Улога |
| ------------------ | ----- |
| Ервина Драгман     |       |
| Кораљка Хрс        |       |
| Угљеша Којадиновић |       |
| Ива Марјановић     |       |